# Securicula gora
Securicula gora е вид лъчеперка от семейство Шаранови (Cyprinidae). Видът не е застрашен от изчезване.

## Разпространение
Разпространен е в Бангладеш, Индия (Аруначал Прадеш, Асам, Бихар, Западна Бенгалия, Утар Прадеш и Утаракханд) и Непал.

## Описание
На дължина достигат до 24,5 cm.